# CFL VT 628
De CFL VT 628 is een tweedelig dieselhydraulisch treinstel voor het regionaal personenvervoer van de Chemins de fer luxembourgeois (CFL).

## Geschiedenis
De treinen van de Chemins de fer luxembourgeois waren bestemd voor het grensoverschrijdend personenvervoer tussen Luxemburg en Trier.
De treinen van de Chemins de fer luxembourgeois zijn uit de Baureihe 628.4 en bestaan uit een motorwagen en een motorloos stuurstandrijtuig van de Baureihe 928.4. Bij deze treinen werden de beide balkons bij de overgang vergroot en grotere deuren gemonteerd.
In november 2014 gingen beide treinstellen over naar de Norddeutsche Eisenbahngesellschaft Niebüll mbH (neg). Hierbij werden beide motorwagens tot een treinstel geformeerd. De stuurstandrijtuigen werden ook aan elkaar geplaatst.

## Constructie en techniek
Deze trein is opgebouwd uit een stalen frame van geprofileerde platen. De draaistellen zijn vervaardigd door Wegmann. De wielen hebben een kleinere diameter dan gebruikelijk. Deze treinen kunnen tot zes eenheden gecombineerd rijden. De treinstellen zijn uitgerust met luchtvering.

## Treindiensten
Deze treinen werden tot december 2014 door de Chemins de fer luxembourgeois in een pool met DB Regio Südwest, als Baureihe 628 ingezet op het volgende traject:
- RB/RE 14 Lux-Express, Luxembourg - Wasserbillig - Trier